# Frédéric Menguy
Frédéric Menguy est un artiste peintre et lithographe français né le 28 janvier 1927 dans le 20e arrondissement de Paris et mort le 23 mars 2007 à Perpignan. Il vit tout d'abord à Paris, puis à Villeneuve-la-Rivière (Pyrénées-Orientales) à partir de 1967. Son travail de peintre se rattache à l'École de Paris.

## Biographie
Né à Paris en 1927, ses parents étant Joseph Menguy, électricien, et son épouse née Marguerite Petit, Frédéric Menguy est élève du collège de Sarcelles, puis du collège commercial de Goussainville (Val-d'Oise). Très tôt passionné par le dessin et la peinture, il se forme aux cours du soir des ateliers de la ville de Paris (place des Vosges, puis boulevard du Montparnasse) tout en occupant un premier emploi comptable dans une société d'assurance (1943-1949), puis un second seulement à mi-temps dans une charge d'agent de change (1950-1951). Plus conformément à sa vocation, il entre à l'École normale d'enseignement du dessin en 1951 pour, obtenant le certificat d'aptitude au professorat de l'enseignement du dessin d'art, enseigner le dessin en 1953.
C'est en 1956 que Frédéric Menguy abandonne le professorat pour se consacrer totalement à son œuvre de peintre, se situant alors, à l'instar de Bernard Buffet et d'André Minaux, dans cette suite expressionniste de Francis Gruber dont la peinture sombre et misérabiliste énonce toujours le pessimisme de l'après-guerre. L'année 1957 est celle de ses premières expositions, et personnelle au théâtre du Tertre de l'écrivain et graveur Georges Charaire, puis dans les salons parisiens. En 1958, il épouse Nicole Allardin.
Les recherches qui suivent dans l'œuvre de Frédéric Menguy le rapprochent dans un premier temps du paysagisme abstrait et évoquent Nicolas de Stael. Son travail de la lithographie commence en 1964, avant que sa découverte de la région du massif des Corbières en 1966 ne le fasse s'installer l'année suivante à Villeneuve-la-Rivière où il s'oriente définitivement vers la figuration colorée qui va le caractériser, notamment avec ses paysages aux cyprès et ses évocations oniriques de la féminité, du monde du cirque avec ses clowns et ses cavalcades de chevaux.
En rendant hommage à Frédéric Menguy qui, en mars 2007, meurt quelques jours seulement après que son épouse ait elle-même été emportée par une pénible maladie, Patrice de La Perrière analyse que, « malgré le côté festif de ses sujets et de ses thèmes, on se rend compte qu'au-delà de l'image offerte, les tableaux de Menguy cachent, derrière une joie qui se veut ostentatoire, une certaine nostalgie de notre âme d'enfant. Et même si sa puissance d'évocation poétique, qu'il a en lui, lui permet de traduire ses pensées et ses émotions en un univers féerique, cela n'empêche pas la profondeur ni l'extrême sensibilité qui sont en quelque sorte ses armes ».

## Œuvres

### Tapisseries
- Ateliers Pinton, Felletin, Les chevaux bleus (200x300cm), Cavalcade (140x175cm)[6].

### Éditions bibliophiliques
- José Luis de Villalonga, Les Angéliques, 15 lithographies originales de Frédéric Menguy, 220 exemplaires numérotés et signés, Éditions Robert Mouret/Galerie Mozart, 1975.
- Pierre Osenat, Cantate du paysan, dessins de Frédéric Menguy, Éditions J. Grassin, 1993.
- Maria Labeille, La centaurelle épousée, poèmes, préface de Jean-Pierre Rosnay, illustrations de Frédéric Menguy, Éditions M. Labeille, 1996.
- Mustapha Chelbi, Christine, illustrations de Frédéric Menguy, Michel Saint-Alban et Hedi Turki, Éditions Carrés d'art, 1997.

## Expositions

### Expositions personnelles
- Théâtre du Tertre, Paris (Montmartre), février 1957.
- Galerie Norberg, Paris, 1958.
- Galerie Artemont, Paris, 1960, 1962.
- Galerie Bost, Valence, 1961, 1972, 1982.
- Galerie Reflets, Lyon, 1961.
- Maison de la Presse, Angers, 1962.
- Francfort, 1963.
- Galerie Prédus, Cannes, 1963.
- Galerie l'Atelier, Marseille, 1964.
- Galerie Falvart, Paris, 1964.
- Burgos Galleries, New York, 1965, 1967.
- Galerie Tristan Corbières, Morlaix, 1966.
- Burgos Galleries, Southampton, 1967.
- Galerie Juarez, Palm Beach (Floride), 1968.
- Galerie Carlier, Paris, 1968.
- Gloria Luria Gallery, Miami, 1970.
- Galerie La Gravure Nane Cailler, Lausanne, 1970.
- Galerie Philippe Ducastel, Avignon, mai-juin 1971, juin 1973, 1975, 1977, 1979, 1984 et Bagnols-sur-Cèze, 1981.
- Galerie Antañona, Caracas, 1971.
- Galerie Emmanuel David, Paris, 1971 (Bruissements de joie, 1974 (Les ingénues), 1977 (Cavalcade), 1979 (Les baladins du cirque).
- Galerie Malaval, Lyon, 1972.
- Le Manoir du Mad, Bayonville, 1972, 1973.
- Galerie La Main de fer, Perpignan, 1972, 1974.
- Commanderie des Templiers, Coulommiers (Seine-et-Marne), 1972.
- Galerie Multiples, Marseille, 1972.
- Galerie La Gravure, Paris, novembre 1972.
- Galerie Christiane Vallé, Clermont-Ferrand, 1972, 1975; 1976.
- Galerie Moyon-Avenard, Nantes, février 1973, 1975, 1976, 1981.
- Galerie Gisèle Thibault, Genève, 1973.
- Galerie Mozart, Metz, 1973, 1975.
- Galerie l'Orangerie, Le Mans, 1973.
- Galerie la Boutique d'art, Hôtel Négresco, Nice, 1974.
- Galerie de la cathédrale, Strasbourg, 1975.
- Galerie Ducommun, Montpellier, 1976.
- Frédéric Menguy - Aquarelles et dessins, Galerie Vendôme, Paris, 1977.
- Galerie de la Tour, Bazens, 1977, 1980.
- Galerie L'Ami des lettres, Bordeaux, 1977, 1980.
- Galerie Xarof, Annemasse, 1978.
- Galerie M.G., Montpellier, 1979.
- Galerie Andréa Pietri, Grenoble, 1979.
- Hôtel Ivoire, Abidjan et Hôtel Dialogue Libreville (Galerie Guigné), 1980.
- Galerie Thery, Boulogne-sur-Mer, 1980, 1984.
- Frédéric Menguy - Lithographies, Librairie-galerie Madubost, Clermont-Ferrand, 1981.
- Frédéric Menguy - Lithographies, Galerie Le Généraliste, Paris, 1982.
- Galerie Saint-Hubert, Lyon, 1982, 1985, mai-juin 1988, 1991, 1997.
- Galerie J.-C. Broglin, Colmar, 1982.
- Galerie Chahine, Beyrouth, 1983.
- Galerie Monique Bourgeois, Cholet, 1983, 1986.
- Galerie Drouant, Paris, 1983 (Les musiciennes), 1985, 1997 (Le cheval star), 2000 (Sur la piste).
- Frédéric Menguy - Aquarelles, Galerie Alma George-V, Paris, 1983, 1984.
- Galerie Maïté Aubert, Le Havre, 1983, 1984, 1989.
- Frédéric Menguy, rétrospective : peintures, lithographies, Centre Vickers Ronéo, Paris, 1983, 1984.
- Galerie La Chouannière, Beaufort-en-Vallée, 1984.
- Galerie La Pastorale, Auch, 1984.
- Palais de l'Europe, Le Touquet, 1984.
- Le Massoury (Galerie Drouant), Villefranche-sur-Mer, 1984.
- Frédéric Menguy - Peintures, aquarelles, lithographies, Galerie La Caverne des arts, Chantilly, 1985.
- Galerie La Vieille Porte, Thionville, 1985.
- Galerie Voyage de l'œil, Annecy, 1985.
- Galerie Artona, Marina Baie des Anges, 1986.
- Galerie La brocante de Crécy, Crécy-la-Chapelle, 1986, 1989.
- Galerie l'Atelier, Nîmes, 1987.
- Vingt-deux toiles de Frédéric Mengy; Grand Palais (Paris), juin 1987.
- Rétrospective Frédéric Menguy, Société nationale des beaux-arts, Paris, 1987.
- Galerie Expression, Saint-Tropez, 1988, 1989.
- Galerie Bouscayrol, Pau, septembre 1988, 1992 et Bordeaux 1993.
- Galerie Bourcy, Toulouse, 1989.
- Galerie Léa Lemoigne, Lorient, 1989, décembre 1992 - janvier 1993.
- Château de Val, Lanobre, été 1990[7].
- Galerie Dutilleul, Albi, 1990, septembre 1992.
- Saint-Denis de La Réunion, Nouméa, (Galerie Guigné), 1990.
- Galerie Françoise Bolognini, Thionville, 1992.
- Frédéric Menguy - Le piano vert, Galerie Norbert Hanse, Paris, 1993.
- Papeete (Galerie Becker, Luxembourg), 1993.
- Galerie Vallé-Chabannes, Clermont-Ferrand, 1993.
- Galerie Schmidt, Metz, 1994.
- Rétrospective Frédéric Menguy, Palais des Rois de Majorque, Perpignan, 1994.
- Galerie Alice Mogabgab, Beyrouth, 1994.
- Galerie Aurore, Luxé, 1995.
- Espace 200, Arcachon, 1996.
- Galerie Carlier, Pau, 1996.
- Galerie Dufour, Amiens, 1996.
- Rétrospective Frédéric Menguy, Château de Castelnou, 1997.
- Galerie Art International, Nancy, 1998.
- Galerie Sandra Scheer, Wiltz, 1998.
- Galerie Les Tourelles, Brioude, 2005.
- Galerie Alexandre Léadouze, Paris, 2005.
- Frédéric Menguy - Rétrospective, chapelle des Jésuites, Chaumont (Haute-Marne), 2005.

### Expositions collectives
- Salon des indépendants, Paris, 1957[4], 1958, 1959.
- Salon de l'art libre, 1957, 1959.
- Maurice Faustino-Lafetat, Jef Friboulet, Claude Grosperrin, Frédéric Menguy..., Théâtre du Tertre, Paris, avril 1957.
- Salon Grands et jeunes d'aujourd'hui, Paris, 1957.
- Exposition des trois tendances, Paris, 1958.
- Salon de la Société nationale des beaux-arts, à partir de 1959.
- Salon des peintres témoins de leur temps, Paris, 1962.
- Salon d'automne, Paris, 1967, 1969, 1970, 1971, 1972, 1973, 1975, 1976, 1977, 1978, 1979, 1980, 1981, 1982, 1983, 1984, 1985, 1986, 1987, 1988, 1989, 1990, 1991[8], 1999.
- Exposition itinérante au Japon, 1985.
- Exposition - Peinture et sculpture, Prieuré de Manthes, Frédéric Menguy invité d'honneur, septembre 1988.
- Salon France America, Maison française de Washington, 1991[9].
- Vingt artistes contemporains - Céelle, Philippe Cara Costea, Roland Dubuc, Frédéric Menguy…, Château d'Excideuil, juillet-août 1994.
- Jordi Bonàs, Frédéric Menguy, caves de la Maison Otard, Cognac (Charente), 1996.
- Salon de Printemps, Association Art et artistes à Montgeron, Frédéric Menguy invité d'honneur, 1996, 1998.
- 17e Salon de printemps, Association des artistes du 5e, Forum des Halles, avril-mai 1998[10].
- 5e Biennale de peinture de Nevers, 1999-2000.
- 12e Carrefour de Lalouvesc, 2001[11].
- 4e Salon d'automne de Sorèze (Tarn), Frédéric Menguy et Josée Catalo invités d'honneur, 2003.
- 24e Salon Art Expo, Ballancourt-sur-Essonne, Frédéric Menguy et Hans Marks invités d'honneur, novembre 2003[12].
- 10e Rencontre d'art contemporain de Calvi, 2005[13].
- De Cuno Amiet à Zao Wou-Ki, le fonds d'estampes Pierre et Nane Cailler, Musée d'art de Pully, février-avril 2013[14].
- Le cheval en toutes lettres, exposition itinérante (Maisons-Laffitte, Saumur, haras nationaux), automne 2014 - 2015[15].
- Hommage aux peintres d'après-guerre : Georges Laporte, Frédéric Menguy, Franz Priking, Louis Toffoli, Espace Rex, La Baule, août 2016.
- Participations non datées : Salon Terres Latines, Salon du dessin et de la peinture à l'eau, Salon Comparaisons, Salon de l'Orangerie du château de Versailles, Salon d'hiver, Salon de la Jeune Peinture

## Happening
- Médecins sans frontières, Réalisation de la peinture la plus longue du monde, participation de Frédéric Menguy, Dubaï, 1999.

## Réception critique
- « Menguy découvre le pouvoir des couleurs primordiales dont il utilise les propriétés physiques. Il renonce aussi bien au modelé qu'à un système de représentation d'origine et d'expression cubistes. Se tourne-t-il vers Bonnard et Matisse ? S'élance-t-il, pèlerin solitaire, à la conquête d'un monde dont l'accès lui était interdit ?... Menguy accrédite une optique et inverse l'ordre naturel des choses. Sa révolution est-elle délibérée ? Non pas. Le caractère en est intuitif. » - Waldemar George[16]
- « En modulant d'étranges ondulations de terres rouges ou de ressacs tumultueux, en jetant des voiles de rêve sur des collines d'écume, en faisant jaillir des fleurs géantes d'un coup de son pinceau magique, en animant de femmes-enfants la chaleur des lieux évoqués, Frédéric Menguy nous fait entendre un "bruissement de joie" qui va s'amplifiant dans l'œuvre du jeune maître. Saison après saison, elle s'enrichit de motifs nouveaux traités avec la même richesse de tons et la même heureuse fantisie : chevaux pommelés de taches éclatantes caracolant dans les prés ou sous le chapiteau, clowns émerveillés dans leurs habits de lumière, natures mortes de féérie où fruits et objets se sublimisent, grands paysages des Corbières aux vallonnements stylisés. » - Emmanuel David[3]
- « Des exercices de style qui se déploient en images de charme, des harmonies claires et flatteuses à la frontière de l'art non figuratif, des rapports de tons accompagnant des formes précises. » - Gérald Schurr[17]
- « Clowns, chevaux, danseurs et musiciens traversent l'espace de la toile avec enthousiasme. Cette fête foraine célèbre, en quelque sorte, l'univers ludique et onirique avec un feu d'artifice de couleurs... Menguy avance dans le territoire de l'œuvre sans perdre la vérité et sans se défaire de son rêve... Il est le seul peintre à oser utiliser ces rouges vifs et ces oranges criards en les adoucissant, comme par magie, et en les tempérant au rythme d'une gamme picturale qui n'aspire qu'à la réconciliation des contraires. » - Mustapha Chelbi[18]

## Prix et distinctions
- Premier prix de dessin de la ville de Deauville, 1957.
- Prix de la Presse et de la Critique, Deauville, 1958.
- Prix de dessin du Salon de l'art libre, 1959.
- Prix de la Critique (Galerie Saint-Placide), 1968.
- Grand Prix Puvis-de-Chavannes (Société nationale des beaux-arts), 1985.
- Vice-président d'honneur de la Société nationale des beaux-arts.

## Collections publiques
- Musée national d'art moderne, Paris.
- Cabinet des estampes de la Bibliothèque nationale de France.
- Musée du Domaine départemental de Sceaux.
- Musée des beaux-arts d'Angers, Groupe de jeunes filles, huile sur toile.
- Musée d'art de Saint-Cyprien, Raccommodeur de filets, huile sur toile.
- Musée de Saint-Maur-des-Fossés, L'ombre à la chaise rouge, lithographie.
- Musée des transports urbains, interurbains et ruraux, Saint-Mandé.
- Musée de l'Hôtel-Dieu, Mantes-la-Jolie.
- Musée Hyacinthe-Rigaud, Perpignan.
- Musée de Tain-l'Hermitage.
- Château de Val, Lanobre[7].
- Conseil général des Yvelines, Versailles, Près du château d'Ecouen, huile sur toile.
- Musée communal des beaux-arts d'Ixelles.
- Musée d'art de Pully (Suisse).
- Musée d'art de Dimona (Israël), Fruits et verrerie orange, huile sur toile.
- Ville de Francfort, La grande roue, huile sur toile.

## Collections privées
- Patrimoine culturel du Lions Clubs de France, Paris, Deux clowns en coulisse, huile sur toile[6].

## Vidéo et télévision
- Frédéric Menguy, peintre, film de Jean Desvilles (durée 45 min), édité en DVD par Arts et Résonances, Paris, 2005.
- Frédéric Menguy, émission réalisée par Jean-Luc Gunst et présentée par Pascal Hernandez (Série Artcheval, chaîne Equidia, durée 4 min 26 s)  -  Visionner en ligne.